# Michelangelo Zurletti
Michelangelo Zurletti (Saluzzo, 1937) è un musicologo e saggista italiano.

## Biografia
Dopo aver conseguito la laurea in lettere presso l’Università degli Studi di Roma "La Sapienza" si è diplomato in pianoforte presso il Conservatorio Luisa D'Annunzio di Pescara.
Successivamente ha iniziato l'attività di critico musicale collaborando, nel tempo, con il quotidiano La Repubblica e il mensile Amadeus tra gli altri.
Ha inoltre insegnato, storia della musica, in diversi conservatori italiani tra cui quelli di Perugia, Pesaro e Roma e critica musicale all'Università degli Studi di Macerata.
Ha svolto più volte la funzione di direttore artistico in diverse istituzioni musicali, e in particolare alla Sagra Malatestiana di Rimini, al Teatro Vittorio Emanuele di Messina e al Teatro lirico sperimentale di Spoleto.
Ha scritto diversi saggi e in particolare uno sul compositore Alfredo Catalani per l'editore EDT di Torino, La direzione d'orchestra, grandi direttori di ieri e di oggi per Ricordi e diverse altre monografie su compositori contemporanei quali Luigi Dallapiccola, Luigi Nono e Goffredo Petrassi.